# Noapte de vară lângă fiordul Vejle
Noapte de vară lângă fiordul Vejle este o pictură în ulei pe pânză realizată în 1904 de artistul danez Harald Slott-Møller.

## Analiză
Este o pictură peisagistică, dar poate fi privită și ca o pictură portret, deoarece soția artistului, Agnes Slott-Møller, este cu siguranță femeia așezată care se uită spre fiordul Vejle în noaptea din mijlocul verii.
Această pictură este caracterizată printr-o utilizare neobișnuită a culorii, în special pe mantia roșie proeminentă a femeii. Deși lucrarea lui Harald Slott-Møller se bazează pe naturalism și simbolism, suprafața și culorile sunt de asemenea considerate a avea semnificație simbolică în această pictură.

## Europeana 280
În aprilie 2016, această pictură a fost selectată ca fiind una dintre cele mai importante zece lucrări artistice din Danemarca pentru proiectul Europeana.